# Zână
Zână (plural zâne; zînă i zîne, d̦ână i d̦âne en grafies antigues) és l'equivalent romanès del grec càrites o fada madrina. Són el contrari de monstres com la Muma Pădurii. Aquests personatges apareixen portant bondat en contes de fades i resideixen principalment al bosc. La zână es pot considerar l'equivalent romanès de les fades i de l'elf germànic. Varia de mida i aparença, tot i que poden polimorfitzar-se fins al punt de camuflar-se al seu entorn per protegir-se i protegir-lo. Poden aparèixer obertament al bosc i atreure els viatgers a seguir-los per ajudar-los a trobar el camí. També es poden amagar al bosc i guiar tranquil·lament aquells que necessiten ajuda a través de senyals i deixant "pa ratllat" pel bosc.

## Etimologia
La paraula zână prové de la deessa romana Diana (igual que la xana astur-lleonesa). Ella és la que té tota la bellesa i és la que la regala.

## En cultura
Zână també s'utilitza en l'argot romanès actual per referir-se a una noia atractiva.